# Polittico di Santa Reparata (Giotto)
Il polittico di Santa Reparata è un dipinto a tempera e oro su tavola (96x242 cm) di Giotto e bottega, databile al 1305-1310 circa e conservato nella cattedrale di Santa Maria del Fiore di Firenze.

## Storia

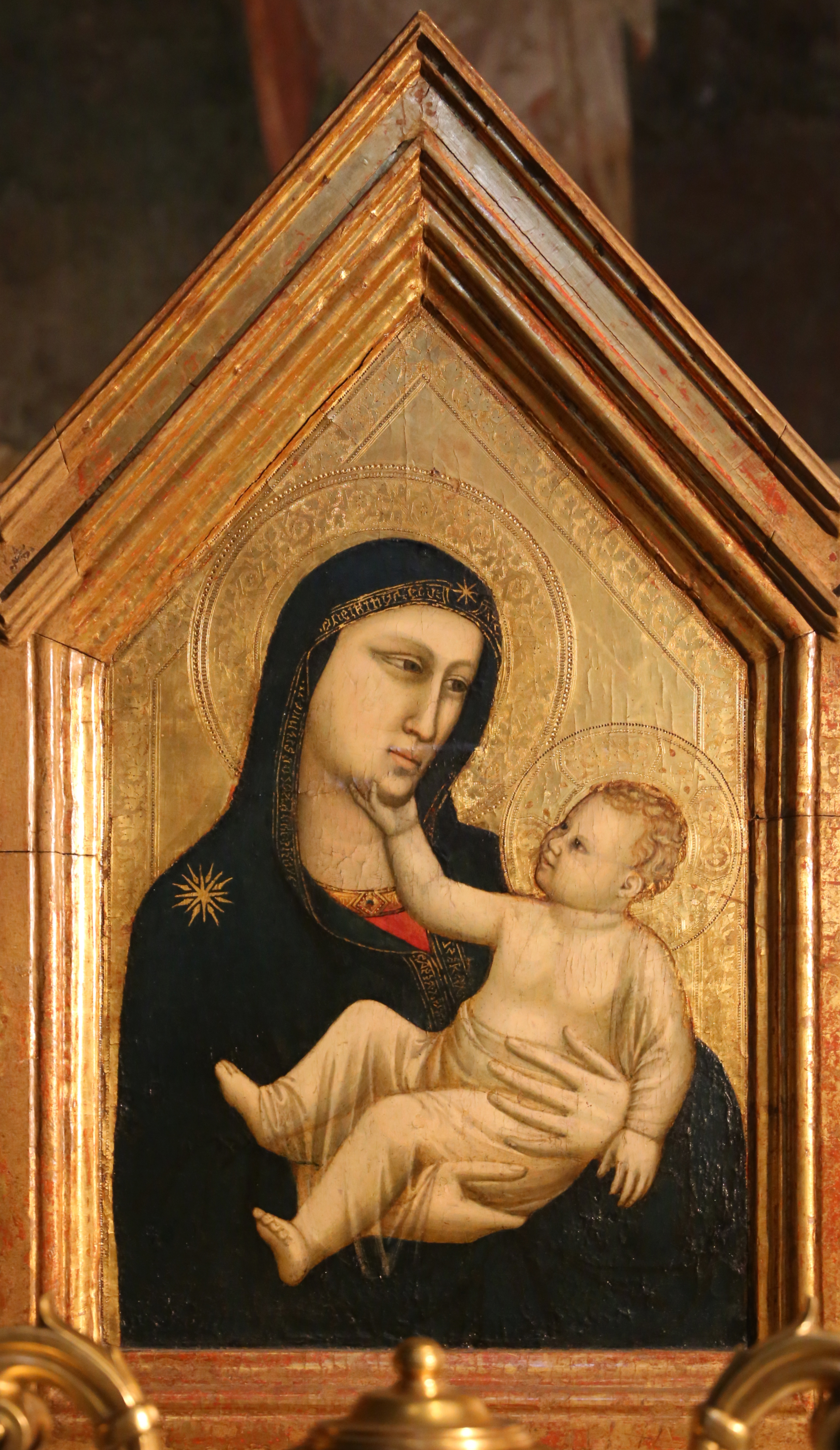
La Madonna col Bambino

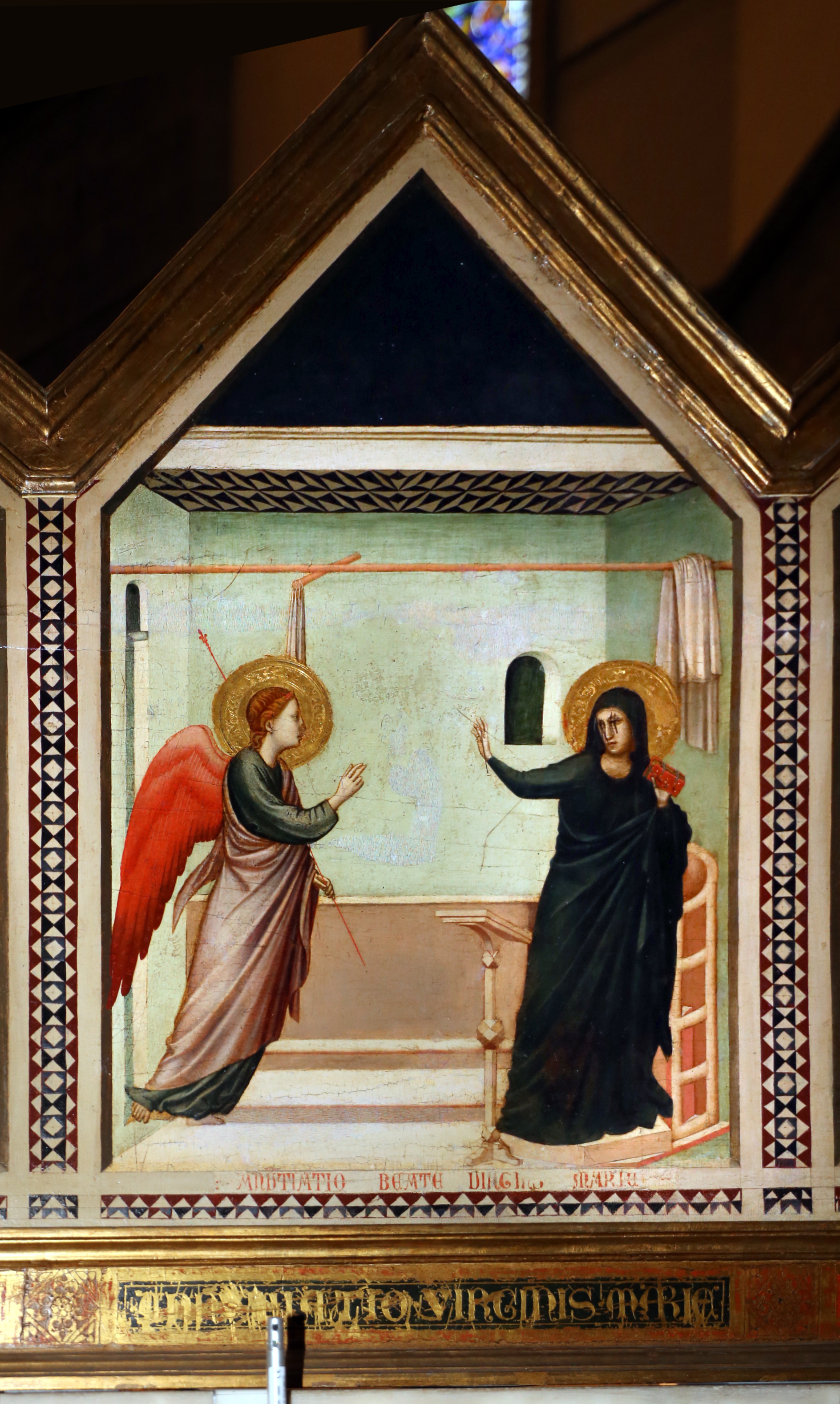
Annunciazione

La più antica citazione sicura del polittico è del Richa, che la ricordò sull'altare della cappella sotterranea di San Zanobi nella cripta del Duomo di Firenze. Poiché tale zona della cattedrale fiorentina venne costruita solo nel 1432-1439, il polittico dovette sicuramente essere realizzato per qualche altra collocazione. Il fatto che fosse dipinto su due lati e la presenza di numerosi santi fiorentini, tra cui Reparata di Cesarea di Palestina, ha fatto ipotizzare che si trovasse sull'altare maggiore della chiesa di Santa Reparata, antica cattedrale della città. 
Oggi si trova sull'altare della cappella di Santa Reparata nell'abside nord del duomo. 
Toesca attribuì il polittico a Giotto e la sua bottega, in particolare la parte anteriore al Maestro delle Vele, mentre Previtali (1967) avanzò il nome del Parente di Giotto. Bonsanti avvicinò il polittico a opere come il polittico di Badia o i santi a figura intera della cappella di San Nicola nella basilica inferiore di Assisi.

## Descrizione
Il polittico è composto da cinque scomparti dipinti su entrambi i lati. Il lato principale mostra i busti della Madonna col Bambino al centro e dei santi Eugenio diacono e Miniato (a sinistra), Zanobi e Cresci (a destra). Queste figure, su fondo oro, presentano una fisicità piuttosto esile, pur nell'accentuazione volumetrica data dal chiaroscuro incisivo.
Il lato posteriore invece presenta cinque scene di santi a figura intera, senza fondo oro, con iscrizioni nella base che chiariscono i soggetti: al centro l'Annunciazione, a sinistra Santa Reparata e San Giovanni Battista nel deserto, a destra la Maddalena nel deserto e San Nicola con un fanciullo. Le figure alle estremità hanno uno sfondo rettangolare scuro contornato da specchiature marmoree, che ricordano il porfido, forse una reminescenza di decorazioni viste a Roma, come al Pantheon.